# Irène Némirovsky

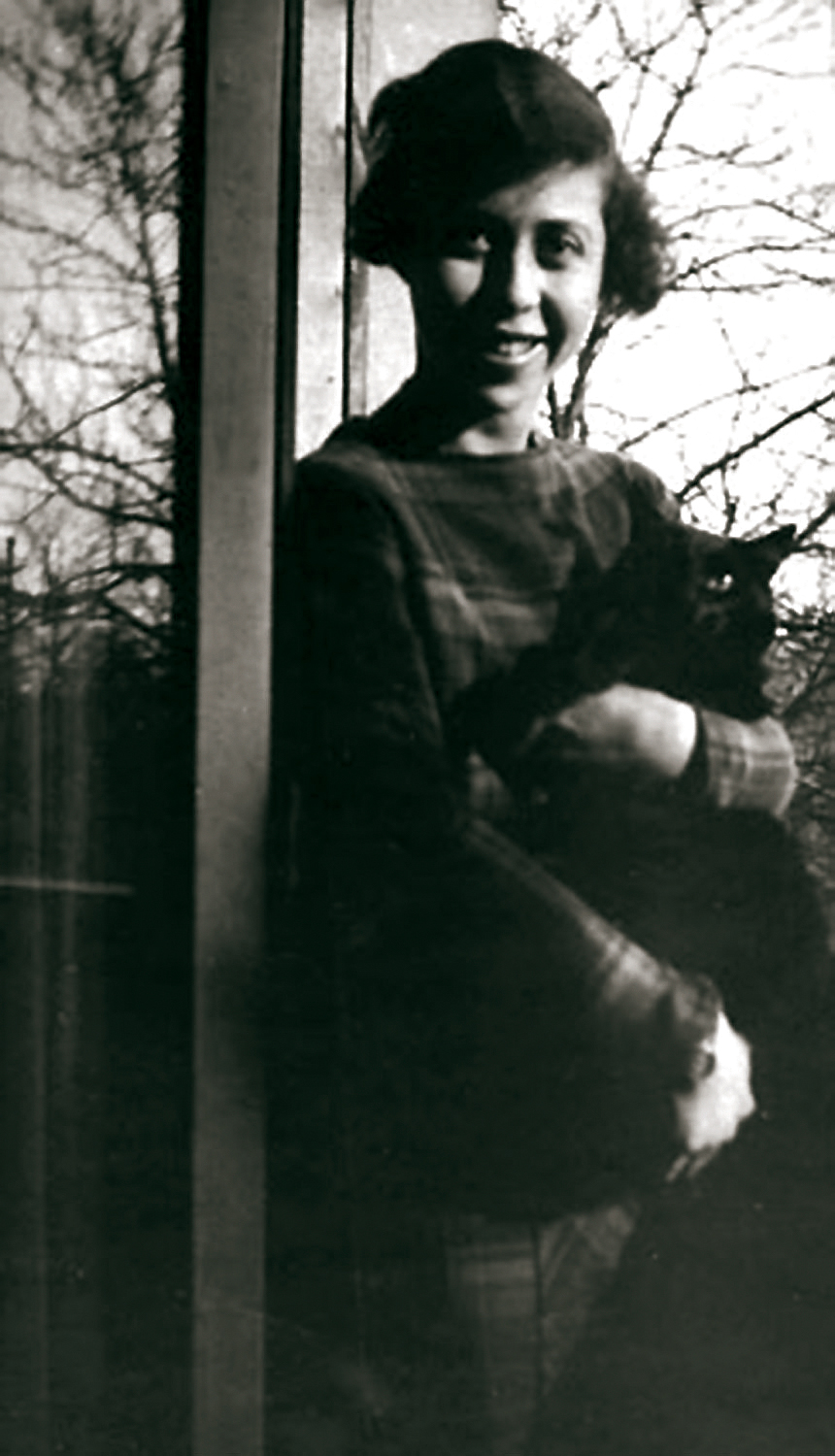
Irène Némirovsky im Alter von 25 Jahren

Irène Némirovsky (* 11. Februar 1903 in Kiew, Russisches Kaiserreich; † 17. August 1942 im KZ Auschwitz) war eine auf Französisch schreibende Schriftstellerin.

## Leben
Irène Némirovsky wurde als Tochter eines jüdischen Bankiers in Kiew geboren. Da ihre Eltern sich nicht sonderlich für sie „interessierten“, wuchs sie unter der Obhut einer französischen Gouvernante auf, so dass Französisch zu ihrer zweiten Muttersprache wurde. Im Verlauf der Russischen Revolution floh die Familie und kam über Finnland und Stockholm nach Paris, wo sie im Juni 1919 eine Wohnung in einem Stadtpalais an der Avenue du Président Wilson bezog. In den 1920er Jahren gelangte sie wieder zu Reichtum, so dass Irène ein behütetes und luxuriöses Leben führen konnte. Das Studium der Literaturwissenschaft an der Sorbonne schloss sie mit Auszeichnung ab. Mit 18 Jahren begann sie zu schreiben.
1926 heiratete sie den ebenfalls staatenlosen Juden Michel Epstein, mit dem sie zwei Töchter hatte, Denise (1929–2013) und Élisabeth (1937–1996). Ihr 1929 erschienener Roman David Golder machte sie mit einem Schlag bekannt. Ihr Werk wurde von allen Seiten gelobt, so auch von Antisemiten wie Robert Brasillach, was in der US-Zeitschrift The New Republic im Frühjahr 2008 zu einer Diskussion über ihren angeblichen Antisemitismus führte. Bereits im Jahr nach der Veröffentlichung der französischen Ausgabe erschien eine deutsche Übersetzung von David Golder. 1930 folgte Le Bal, in dessen Verfilmung im folgenden Jahr Danielle Darrieux ihren ersten Auftritt hatte.
Trotz ihrer Anerkennung als Schriftstellerin und ihrer erfolgreichen Mitsprache in der literarischen Welt war sie in die französische Gesellschaft nicht so integriert, dass man sie aus ihrem Status als Staatenlose befreit und die von ihr angestrebte Einbürgerung ermöglicht hätte. Da sie den auch in Frankreich verbreiteten Antisemitismus spürte, konvertierte sie am 2. Februar 1939 in der Kapelle Sainte-Marie de Paris zusammen mit ihren Töchtern zum Christentum, was aber ohne Einfluss auf ihr späteres Schicksal bleiben sollte.
Kurz nach Ausbruch des Zweiten Weltkriegs brachten Irène und ihr Mann Michel die Kinder nach Issy-l’Évêque. Sie selbst blieben in Paris. Nachdem Frankreich die Kapitulation unterzeichnet hatte, Pétain eingesetzt worden und die Demarkationslinie gezogen war, wurde die Familie durch die antisemitischen Gesetze der Vichy-Regierung gezwungen, Paris zu verlassen. Sie standen vor der Entscheidung, entweder nördlich der Demarkationslinie zu verbleiben oder zu ihren Kindern zu fliehen. Die Eltern lebten nun mit ihren Kindern in einem Hotel, in dem auch Offiziere und Soldaten der Wehrmacht untergebracht waren. Im Jahr darauf mieteten sie ein großes Haus im Ort. Irène Némirovsky unternahm täglich lange Spaziergänge, las und schrieb viel. Sie kam mit dem Verlag Albin Michel und dem Direktor der antisemitischen Zeitung Gringoire überein, unter den Pseudonymen Pierre Nérey und Charles Blancat veröffentlichen zu dürfen. Aber sie ahnte, dass sie nicht mehr lange leben würde, und so schrieb sie an ihrem bis dahin größten Werk, Suite française, weiter.
Am 13. Juli 1942 wurde Irène Némirovsky verhaftet und drei Tage später ins Durchgangslager Pithiviers gebracht, am Tag darauf wurde sie nach Auschwitz-Birkenau deportiert, wo sie am 17. August völlig geschwächt im Krankenbau starb. Ihr Mann versuchte noch verzweifelt, bei den Behörden ihre Freilassung zu erwirken. Er schrieb an Pétain, worauf auch er deportiert wurde. Im Oktober 1942 wurde er nach Auschwitz gebracht und dort sofort nach seiner Ankunft in der Gaskammer ermordet.
Irène Némirovsky hatte ihre Deportation und die ihres Mannes Michel geahnt und alles Notwendige vorausgeplant, um die Kinder in Sicherheit zu bringen. Julie Dumot, Vormund der beiden Töchter, versteckte diese in einem Kloster und später in Höhlen. Beide Mädchen überlebten auf diese Weise den Krieg.

## Wiederentdeckung nach 60 Jahren
Die beiden Töchter Denise und Élisabeth überlebten mit Hilfe von Freunden den Krieg, indem sie bis zur Befreiung und dem Kriegsende in Frankreich von Versteck zu Versteck flohen. Als sie nach dem Krieg ihre Großmutter, Fanny Némirovsky, die, von Irène gefürchtet und gehasst, die Okkupationszeit überlebt hatte, in ihrem großen Appartement in Nizza aufsuchten, um sie um Hilfe zu bitten, soll sie sie fortgeschickt und an ein Waisenhaus verwiesen haben. Während dieser Zeit behielten die Schwestern in einem Koffer das letzte Manuskript ihrer Mutter bei sich, hielten dies jedoch nur für Skizzen und Notizen. Erst nach Élisabeths Tod 1996 stellte man fest, dass es sich um den unvollendeten Roman Suite française handelte. Von den fünf geplanten Teilen sind jedoch nur zwei fertig geworden.
Das Buch schildert im ersten Teil die überstürzte Flucht von Pariser Intellektuellen und Angehörigen der Bourgeoisie angesichts der drohenden Eroberung der Stadt durch die Deutschen im Juni 1940. Der zweite Teil handelt von der Einquartierung eines deutschen Regiments in dem kleinen Ort Bussy im Jahr 1941 und von den Beziehungen der Besatzer zur einheimischen Bevölkerung. Im Mittelpunkt steht die beginnende Liebesbeziehung zwischen einem deutschen Offizier und einer Französin aus besseren Kreisen, in deren Haus er einquartiert wurde. Mit dem Abzug der Truppe nach Russland endet die Geschichte. Die weiteren Teile sollten die Titel Gefangenschaft, Schlachten und Frieden tragen, wobei es zu Gefangenschaft schon konkrete Notizen gibt. Der Roman erschien im Herbst 2004 in Frankreich und erhielt sogleich den renommierten Literaturpreis Prix Renaudot, der zum ersten Mal postum verliehen wurde. Die deutsche Übersetzung erschien im September 2005.

## Kontroverse
Mehrere Kritiker und Kommentatoren haben Fragen sowohl bezüglich Némirovskys Haltung gegenüber Juden aufgeworfen, die sie durchweg negativ in ihren Schriften darstellte, als auch was ihre Beteiligung an antisemitischen Publikationen betrifft, um ihre Karriere zu befördern. So besagt ein Rückblick auf ihr Werk, veröffentlicht am 16. Oktober 2007 im Blog La République des Livres (dt.: „Die Republik der Bücher“) Folgendes:
„ … Die Aufregung rührt woanders her. Aufgrund dessen, was durchaus als der jüdische Selbsthass zu bezeichnen ist, so wie ihn Theodor Lessing bestimmte als manchmal bis zum Suizid führende Verinnerlichung des abweisenden Blickes der Anderen, dieses eigentliche Gefängnis, dem sie sich gerne entziehen würde, diese Scham, die sie verfolgt und die sie mittels der Heftigkeit der Beschreibung ihres Milieus ausdrückt, alles Dinge, in denen mancher eine andere Form von Antisemitismus sehen würde, erscheint Némirovsky wie die Romanversion des Dramaturgen Henry Bernstein. Es stimmt, dass ihre israelitischen Persönlichkeiten, wie man so sagte, karikaturenhaft, übertrieben, oft abstoßend sind. Diese gescheiterten Kosmopoliten sind, meistens in Biarritz, oft amoralische Emporkömmlinge, die sich einem Kult des „Geld regiert die Welt“ hingeben. „Ich habe sie so gesehen“ wird sie zur Begründung ihrer Darstellungen sagen, was nichts daran ändert, dass sie nicht überraschen würden, stammten sie aus der Feder von Paul Morand, in seinem Werk France la doulce. Es stimmt ebenfalls, dass sie, was auch immer Philipponnat und Lienhardt sagen, öfter in der Presse der extremen Rechten zu allen Zeiten und auch bis in die Zeit der Okkupation hinein geschrieben hat, aber unter Pseudonym (Gringoire, Candide), als in jener der Linken (Marianne); ein Robert Brasillach gratulierte ihr zur Vollbringung des Wunders, „die immense russische Melancholie in einer französischen Form dargestellt“ zu haben. Es ist schlussendlich wahr, dass sie im Vorfeld des Krieges zum Katholizismus konvertiert ist und ihren Ehemann und ihre Töchter in ihr Kielwasser gezogen hat, in der verrückten Hoffnung, sich dem üblen Wind zu entziehen, der mit der Zunahme der Gefahren aufkam, obwohl sie doch ganz und gar Agnostikerin war. Eine religiös begründete Ängstlichkeit war ihr fremd.“
Die Einleitung von Myriam Anissimov in der französischen Ausgabe von Suite française, welche den Selbsthass von Irène Némirovsky durch die Situation erklärt, der sich die Juden in Frankreich ausgesetzt sahen, erscheint nicht im Werk und der fragliche Absatz wurde in der englischen Ausgabe entfernt.

## Werke
- 1926: Le Malentendu.
  - Das Mißverständnis. Übersetzung: Susanne Röckel. Knaus, München 2013, ISBN 978-3-8135-0467-5.
- 1927: L'enfant génial (spätere Wiederveröffentlichungen unter dem Titel L'enfant prodige).
  - Das Wunderkind. Übersetzung: Irene Kafka. Reihe: Novellen, 60. Oesterreichisches Journal, Wien ohne Jahresangabe (1929), S. 143–189.
- 1929: David Golder (verfilmt 1931).
  - David Golder. Übersetzung: Dora Winkler. Fischer TB, Frankfurt 1997, ISBN 3-596-13383-1.
- 1930: Le Bal (verfilmt 1931).
  - Der Ball. Übersetzung und Nachwort: Claudia Kallscheuer. Zsolnay, Wien 2005, ISBN 3-552-05361-1.
  - Der Ball. Lesung: Nina Hoss. Random House Audio Editionen / Brigitte Hörbuch-Edition 2006, ISBN 978-3-866-04191-2.
- 1931: Les Mouches d’automne.
  - Herbstfliegen. Übersetzung: Eva Moldenhauer. Manesse, Zürich 2008, ISBN 978-3-7175-4068-7.
- 1933: L'Affaire Courilof.
  - Der Fall Kurilow und David Golder: zwei Romane. Übersetzung: Dora Winkler. Eichborn – Reihe Die Andere Bibliothek, Frankfurt am Main 1995, ISBN 978-3-8218-4121-2.
  - Der Fall Kurilow. Übersetzung: Dora Winkler, btb, München 2006, ISBN 3-442-73614-5.
- 1934: Ida/La comédie bourgeoise
  - Ida. Im Rausch des Weins. Gesprochene Filme. Übersetzung: Cordula Scheel. Input-Verlag 2022, ISBN 978-3-941905-49-8

- 1935: Le vin de solitude.
  - Die süße Einsamkeit. Übersetzung: Susanne Röckel. Knaus, München 2012, ISBN 978-3-8135-0377-7.
- 1936: Jézabel.
  - Jesabel. Übersetzung: Eva Moldenhauer. Knaus, München 2006, ISBN 3-8135-0282-1.
- 1939: Le maître des âmes (als Episoden veröffentlicht in der Zeitschrift „Gringoire“).
  - Herr der Seelen. Übersetzung: Eva Moldenhauer. Luchterhand, München 2009, ISBN 978-3-630-62157-9.
- 1939: Deux.
  - * Zu zweit. Übersetzung: Susanne Röckel. Knaus, München 2015, ISBN 978-3-8135-0587-0.
- 1940: Les chiens et les loups.
  - Die Hunde und die Wölfe. Übersetzung Eva Moldenhauer. Knaus, München 2007, ISBN 978-3-8135-0283-1.
- 1946: La vie de Tchekov.
- 1947: Les Biens de ce monde.
  - Die Familie Hardelot. Übersetzung: Eva Moldenhauer. Knaus, München 2010, ISBN 978-3-8135-0375-3.
  - Die Familie Hardelot. Lesung: Iris Berben. Random House Audio, 2010, ISBN  978-3-837-10702-9.
- 1948: Les Feux de l’automne.
  - Feuer im Herbst. Übersetzung: Eva Moldenhauer. Knaus, München 2008, ISBN 978-3-8135-0317-3.
- 2000: Dimanche et autres nouvelles (Sammlung von fünfzehn Erzählungen).
  - Meistererzählungen. (Auswahl von neun Erzählungen). Übersetzung: Eva Moldenhauer. Knaus, München 2011, ISBN 978-3-8135-0346-3.
  - Rausch. (Eine der Erzählungen). Übersetzung: Eva Moldenhauer; Nachwort: Claudia Vidoni. Edition 5plus, Berlin 2011.
- 2004: Suite française.
  - Suite française. Übersetzung: Eva Moldenhauer. Knaus, München 2005, ISBN 3-8135-0260-0.
- 2007: Chaleur du sang.
  - Leidenschaft. Übersetzung: Eva Moldenhauer. Knaus, München 2009, ISBN 978-3-8135-0322-7.
- 2012: La Symphonie de Paris et autres histoires.
  - Pariser Symphonie. Erzählungen. Übersetzung: Susanne Röckel; Nachwort: Sandra Kegel. Manesse, Zürich 2016, ISBN 978-3-7175-2412-0.

## Oper
- Oscar Strasnoy: Le Bal. Libretto: Matthew Jocelyn, nach der gleichnamigen Erzählung von Irène Némirovsky. UA Hamburgische Staatsoper, März 2010.

## Hörspiel
- Die Vertraute, nach der gleichnamigen Erzählung von Irène Némirovsky. Mit Sylvester Groth, Katharina Schüttler. Regie: Gottfried von Einem. MDR 2015.

## Ausstellung
- 2010/2011: Irène Némirovsky. Il me semble parfois que je suis étrangère … Mémorial de la Shoah, Paris, bis 8. März 2011.[6]